# 賀若弼
賀若弼（544年—607年8月27日），复姓贺若，字輔伯，河南郡洛阳县人。隋朝大臣，一說為古琴曲《良宵引》的作者。

## 生平
其父贺若敦为北周将领，任金州（今陕西省安康）刺史。北周保定五年（565）十月，贺若敦因口出怨言，为北周权臣晋公宇文护所不容，賜自盡，临死前，曾嘱咐贺若弼说：“吾必欲平江南，然此心不果，汝当成吾志。且吾以舌死，汝不可不思”，并用锥子把贺若弼的舌头刺出血，告诫他慎言。少時驍勇，善騎射，博涉書記。封当亭县公，為小內史。
北周大象元年（579年）助行军元帅韋孝寬攻取陳朝淮南之地，拜为寿州（今安徽省寿县）刺史，封襄邑縣公。隋朝建立后，因高熲荐舉，乃委任贺若弼為吳州總管，鎮守廣陵。開皇八年（588年）冬十一月，隋軍大舉伐陳，為行軍總管，主攻建康（今南京）。率軍自瓜州（今江蘇揚州西南瓜洲鎮）偷渡，攻拔京口（在今江蘇鎮江），進軍直抵鍾山（今南京紫金山），一路苦戰，擊潰陳軍主力，生擒其大將蕭摩訶。以功封上柱國，進爵宋國公。
开皇十二年（592年）贺若弼自以功高，應該官至宰相，自有不平之鳴，為言官劾，被免官，年餘復官，不復重用。开皇十九年（599年）隋文帝于仁寿宫赐宴王公，贺若弼为五言诗，诗中词意愤怨。隋煬帝杨广即位，更加被疏远。
大業三年（607年）七月從隋煬帝至榆林（今內蒙古托克托西南），杨广命人制一可容纳数千人的大帐蓬，招待突厥启民可汗，贺若弼與高熲等議論煬帝奢侈無度，為人告發，二十九日（607年8月27日）以“誹謗朝政罪”與高熲、宇文弼一同被處死。时年六十四，他的妻儿为官奴婢，群从徙边。杨广還是太子时，曾经问贺若弼說：“杨素、韩擒虎、史万岁三人，俱称良将，优劣如何？”贺若弼说：“杨素是猛将，非谋将；韩擒虎是鬥将，非领将；史万岁是骑将，非大将。”楊廣又問誰是大將？賀若弼說自己就是太子選擇的人。言下之意，只有他贺若弼一人能稱大將。
李渊建立唐朝之初，即在武德元年（618年）八月，追赠一批隋朝官员官位，贺若弼受赠上柱国、杞国公。陈子良代王季卿写给他外甥王仁寿的信中，则提及贺若弼受赠官职为光禄大夫、扬州总管。

## 家庭
- 曾祖：贺若伏连
- 祖父：贺若统

### 父母
- 贺若敦，北周骠骑大将军、开府仪同三司、中州刺史、武都烈公
- 弘农杨氏，北魏辅国将军、谏议大夫、临贞忠公杨暄之女

### 兄弟
- 贺若隆，武都郡公
- 贺若束，万荣郡公

### 妻妾
- 柳琬净，出自河东柳氏西眷，北周使持节、骠骑大将军、开府仪同三司、大都督、敷绥丹三诸军事、敷州刺史、平齐景公柳庆第二女[5]
- 陈氏，陈宣帝之女，陈叔宝妹，隋灭南陈后，被赐予贺若弼为妾

### 子女
- 子：贺若怀亮，以柱国世子拜仪同三司。因贺若弼连坐为奴，不久被诛杀。
- 长子：贺若怀廓[4]，唐礼部郎中，武德六年，官沙州总管，为其部下所杀。
- 次子：贺若渠师[4]。

## 延伸阅读
[在维基数据编辑]
 《隋書·卷52》，出自魏徵《隋书》